# Ağstafai járás
Az Ağstafai járás (azeri nyelven:Ağstafa rayonu) Azerbajdzsán egyik járása. Székhelye Ağstafa.

Az Ağstafai járás elhelyezkedése Azerbajdzsánban

## Népesség
- 1999-ben 73 944 lakosa volt, melyből 73 143 azeri, 451 török, 225 orosz és ukrán, 67 kurd, 18 tatár, 7 grúz, 7 örmény, 1 zsidó.
- 2009-ben 80 222 lakosa volt, melyből 79 490 azeri, 494 török, 85 orosz, 68 kurd, 11 grúz, 6 örmény, 5 ukrán.